# World of Coca-Cola
World of Coca-Cola é um museu interativo permanente que exibe a história da The Coca-Cola Company e abrange várias áreas de entretenimento e outras atrações. Ele está localizado em Atlanta, Geórgia (onde a sede da empresa também está localizada) num complexo conhecido como Pemberton Place (nomeado em homenagem ao inventor da Coca-Cola, John Pemberton) que além do Museu da Coca-Cola, abriga o Georgia Aquarium, o Centennial Olympic Park e o National Center for Civil and Human Rights. Foi aberto ao público em 24 de maio de 2007.

## Museu original
O World of Coca-Cola original da Coca-Cola estava no coração de Atlanta ao lado do distrito de Underground Atlanta na rua 55 Martin Luther King Jr Drive. Foi inaugurado em 1991, e permaneceu aberta durante 16 anos até que foi substituído pelo atual. O museu original recebeu cerca de nove milhões de visitantes durante esse tempo e tornou-se atração turística mais visitada de Atlanta no ano.
O museu estava localizado em um pavilhão de três andares e sua entrada tinha um enorme neon para indicar a palavra Coca-Cola e tinha 30 metros de altura e 26 metros de largura. Tinha cerca de 1.000 memoriais da Coca-Cola apresentados em ordem cronológica, além de exposições interativas, apresentações em vídeo do produto Coca-Cola ao longo de toda sua existência, e tinha um filme de 10 minutos chamado de Every Day of Your Life onde contava sobre a Coca-Cola ao redor do mundo.
O destaque do museu foi o Spectacular Fountain, que permitiu aos visitantes experimentar os produtos da companhia. No Tastes of the States área da mesma sala do Spectacular Fountain, os convidados puderam experimentar 22 marcas de refrigerantes diferentes, alguns disponíveis apenas regionalmente na época, como o Citra e o Barq. O Tastes of the World era uma exposição num salão que apresentava todas as marcas feitas pela The Coca-Cola Company ao redor do mundo. Houve também no museu uma loja de presentes.
À medida que o tempo passava a The Coca-Cola Company queria uma maior facilidade de locomoção, bem como uma vista mais moderna do museu, e que pudesse exibir uma vasta quantidade de variedades e então o museu foi transferido no local que está hoje. Em setembro de 2007, o edifício ficou vazio, e o neon tinha sido removido e houve pouco indício do que viria a ser usado.

## O novo Museu

### Nível inferior
Depois de passarem por um posto de segurança envolvendo detectores de metais, os convidados começam a sua visita em The Lobby, que apresenta grandes garrafas de Coca-Cola feitos de diversos materiais de todo o mundo. A música ouvida no fundo é um estilo de música de 10 jingles da Coca-Cola dos últimos 60 anos organizados por Stephen James Taylor. Os visitantes são então levados para o Coca-Cola Loft, uma coleção das publicidade da Coca-Cola desde 1896, enquanto esperam para entrar no Happiness Factory Theatre. Uma vez no teatro, os convidados verão Inside the Happiness Factory: A Documentary, um documentário apresentando os personagens da Happiness Factory, uma parte fundamental da campanha da Coca-Cola atual, Open Happiness. Ao contrário do antigo museu, esse permite que a The Coca-Cola Company apresente a campanha de marketing atual para um público cativo. O uso de um filme também permite que a empresa apresente as mudanças nas campanhas de publicidade, embora o filme original (e uma variação da campanha que representa) ainda está em utilização desde outubro de 2010.
Após o filme, o ecrã se desloca para cima, revelando uma passagem em The Hub. Deste ponto em diante, os visitantes podem visitar as várias atrações em que podem escolher, todos os quais podem ser acessados a partir do Hub. Esta era uma parte do antigo museu.
Uma série de atrações podem ser acessados a partir do Hub. Os visitantes podem posar para uma foto com o mascote da Coca-Cola, o Coca-Cola Polar Bear (urso-polar). Os visitantes também podem ver o Vault of the Secret Formula, que é uma exposição interativa sobre a mística fórmula secreta da Coca-Cola.

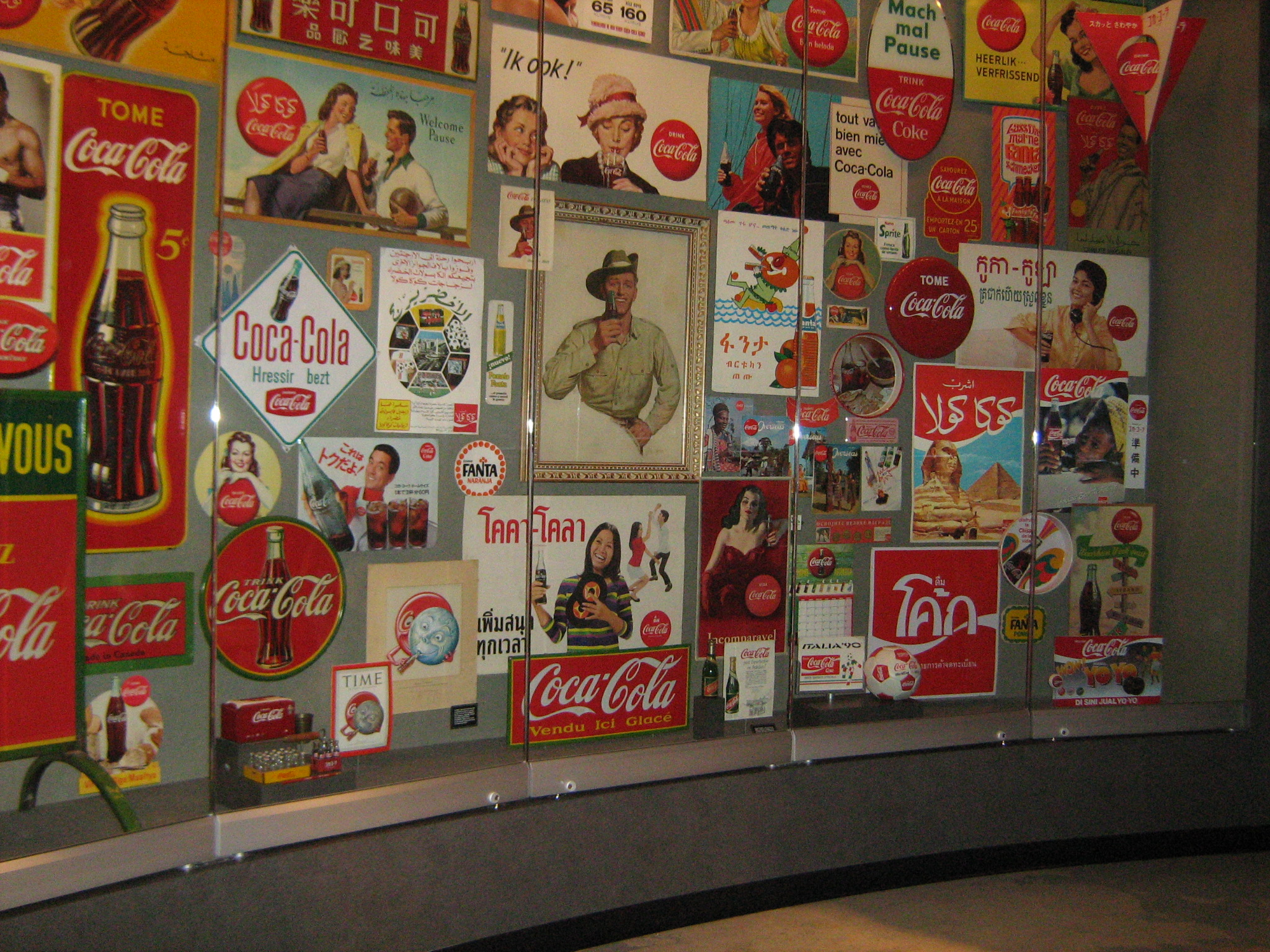
Memorial da Coca-Cola no Museu

Também no mesmo local do Vault of the Secret Formula é o Milestones of Refreshment, que apresenta os esforços da Coca-Cola nos mais de 125 anos de existência. O mais antigo símbolo do local é um botão que está uma espécie de embalagem onde a partir de 1888 detalha os números de vendas da Coca-Cola em todos os países. A Bottle Works permite que os visitantes possam parar pra ver como é o processo de uma linha de engarrafamento em pleno funcionamento e que produz 8 garrafas personalizadas de Coca-Cola Classic. O processo de engarrafamento é brando e permite aos visitantes possam ver como é fácil. Um sistema de entrega robótico envia as garrafas da bebida em cima do Taste It!" onde os visitantes podem pegar quando saírem do museu.

### Nível superior
Em From Level Two of the Hub, os visitantes podem visitar o In Search of the Secret Formula, uma apresentação de filme 4-D com um excêntrico cientista (ator: James Meehan) e seu assistente (ator: Jameelah McMillan); o nome do filme chama-se what makes a Coke a Coke. Os assentos no teatro é em movimento e a atração apresenta efeitos de vento e de água. Também inclui um vídeo de dez minutos de exposição pré-show do enredo do filme. No Pop Culture Gallery, os visitantes podem obter conhecimento sobre a influência da Coca-Cola na cultura popular. Esta seção também inclui bijuterias e objetos feitos usando como material latas e garrafas de Coca-Cola, bem como uma variedade de itens colecionáveis e temáticos da Coca-Cola. Obras de artistas como Andy Warhol, Norman Rockwell, Finster Howard, e Penley Steve estão em exibição na seção. Além disso, vários quadros de Santa Claus de Haddon Sundblom, que têm sido usados em campanhas da empresa desde a década de 1930, pode ser encontrada ali. Esta galeria também abriga o museu da New Coke, a bebida que substituiu a fórmula original da Coca-Cola , e que foi um dos maiores fracassos da história do markenting, na forma de um vídeo, em protestos dos consumidores.
No Perfect Pauses Theater, são retratados os esforços de propaganda da Coca-Cola na televisão que são exibidos em três curtas-metragens: Magic Moments (nos Estados Unidos), Animation Celebration (anúncios da Coca-Cola em forma de animação) e International Festival  (todos os anúncios da Coca-Cola no mundo).
Os visitantes podem saborear 64 produtos oferecidos pela The Coca-Cola em todo o mundo no Taste It!, incluindo a maioria dos produtos oferecidos nos Estados Unidos. Uma garrafa gigante de Coca-Cola apresenta apenas produtos que incluem o nome de Coca-Cola ou uma variação em seus nomes, incluindo a Coca-Cola Classic, Diet Coke, e mais variações disponíveis sobre a fórmula original (incluindo Coca Vanilla-Cola, Coca-Cola Zero, a Beverly que é produzida pela Coca-Cola Itália, Coca-Cola Cherry, dentre outros). Há também a Coca-Cola Freestyle que é uma máquina de distribuição de refrigerantes, que pode escolher por mais de 100 bebidas carbonatadas e não-carbonatadas produzidas pela empresa. A última parada, na Coca-Cola Store, possui milhares de temas de produtos para os clientes  comprar. Uma vez que os clientes entram na loja, eles não podem voltar para o museu. A loja também pode ser visitada por clientes que não visitam o museu.
Os visitantes recebem várias lembranças de seu passeio no museu: como uma garrafa de Coca-Cola com uma etiqueta especial indicando que ele foi engarrafado neste local. O fundo de cada garrafa de Coca-Cola fabricado em todo mundo carrega um código indicando seu local de origem, os frascos gerados na World of Coca-Cola são exclusivas para sua linha de produção.

## Número de visitas
O World of Coca-Cola recebe mais de 1 milhão de visitantes por ano. Seu design moderno permite que seja facilmente atualizado com as novas tendências e campanhas de publicidade da empresa.

## Curiosidades
- A fórmula da Coca-Cola que antes era guardado num banco, agora está no museu em um cofre onde está em exposição para visitantes;
- Sempre quando um visitante entra no museu, é recepcionado pelo mascote da Coca-Cola, o Urso-Polar ;
- É possível poder experimentar todos os refrigerantes da empresa no museu além de poder acompanhar o processo de engarrafamento da linha de produção;
- O museu acabou se tornando um grande ponto turístico na cidade de Atlanta tendo registrado mais de 1 milhão de visitantes por ano;
- Os visitantes quando saem do museu, ganham brindes como garrafas personalizadas.